# Groove Armada
A Groove Armada 1996-ban, Londonban alakult brit elektronikus zenei duó. Tagjai Andy Cato és Tom Findlay. Kilenc nagylemezük jelent meg, ebből négy jutott fel a brit lemezlista első 50 helye közé. Legsikeresebb dalaik közé tartozik az "At the River", az "I See You Baby" és a "Superstylin'". Háromszor jelölték őket Grammy-díjra és szintén három alkalommal Brit Awards díjra.

## Diszkográfia

### Stúdióalbumok
- Northern Star (1998)
- Vertigo (1999)
- Goodbye Country (Hello Nightclub) (2001)
- Lovebox (2002)
- Soundboy Rock (2007)
- Black Light (2010)
- White Light (2010)
- Little Black Book (2015)
- Edge of the Horizon (2020)